# Hizb ut-Tahrir

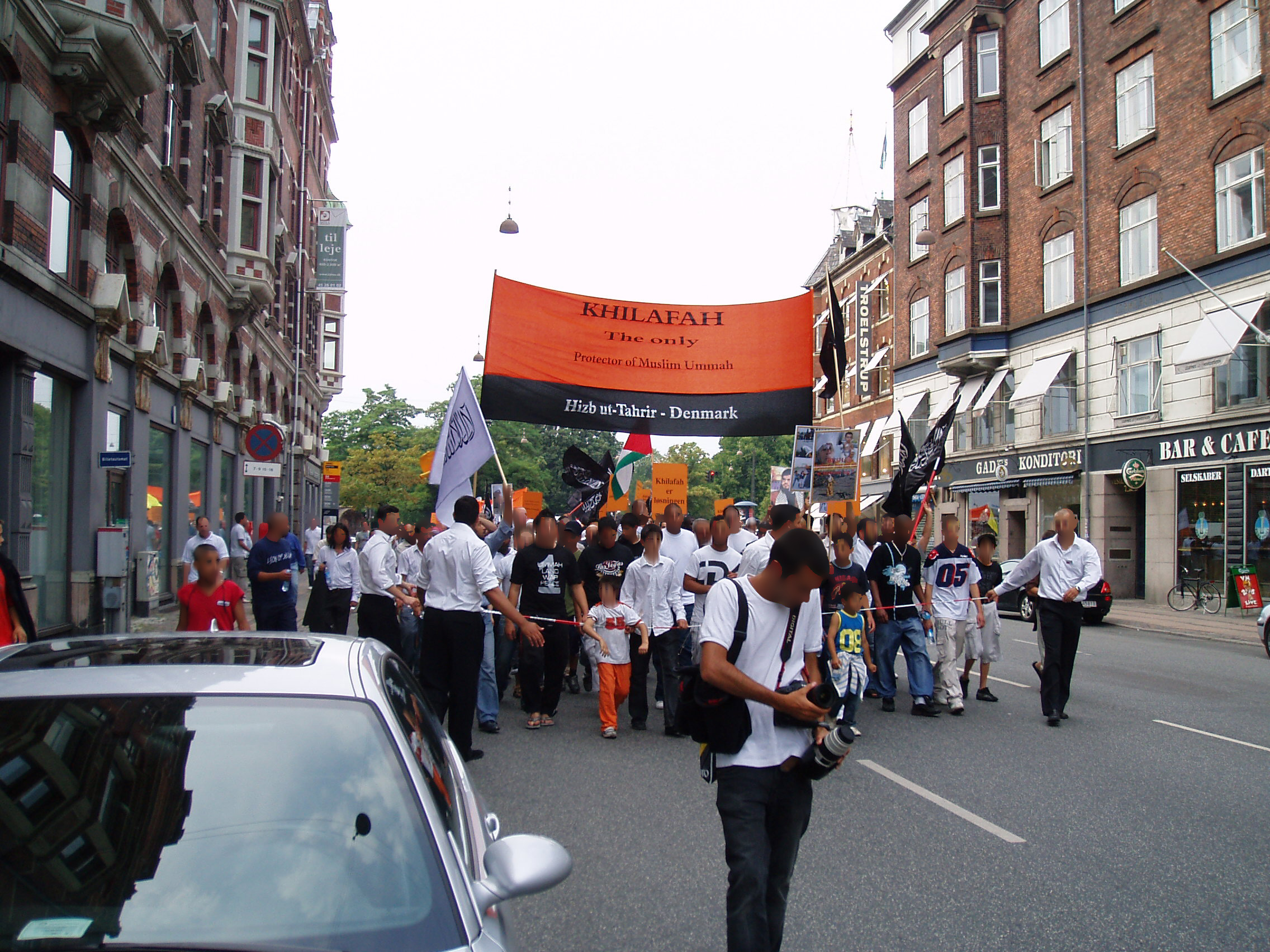
Demonstration der Hizb ut-Tahrir in Kopenhagen

Die Hizb ut-Tahrir (arabisch حِزْبُ التَحْرِير, DMG Ḥizb at-taḥrīr ‚Partei der Befreiung‘, gemeinhin abgekürzt als HT, in Deutschland zumeist als HuT) ist eine 1953 gegründete transnationale islamistische Bewegung, die die Errichtung eines globalen Kalifatstaates anstrebt. Sie ist in über 40 Ländern aktiv und wegen ihrer radikalen Ablehnung sowohl demokratischer wie nicht-demokratischer Staatssysteme in vielen Staaten verboten. In Deutschland gilt seit 2003 ein Betätigungsverbot.

## Geschichte
Die HT wurde 1953 durch den palästinensischen islamischen Religionsgelehrten Taqī al-Dīn al-Nabhānī im jordanisch kontrollierten Ostjerusalem gegründet. Ihre Gründung war eine Nachfolge des Palästinakrieges, der 1948 mit der Vertreibung und Flucht von 700.000 Palästinensern aus dem neuen Staat Israel einherging. Das Trauma des Verlustes der Heimat, der Nakba, führte unter den Palästinensern zu einer starken Politisierung, wobei sich die große Mehrheit linken, nationalistisch-säkularen Bewegungen anschloss, nur eine Minderheit dem islamistischen Lager, das von der Muslimbruderschaft (MB) dominiert wurde. Da al-Nabhani andere politisch-ideologische Vorstellungen als die MB vertrat, entschied er sich mit seinen Anhängern für eine eigene Bewegung, wodurch die HT zur ersten indigenen palästinensisch-islamistischen Bewegung wurde. Anders als der Name vermuten lässt, bezieht sich der Parteiname nicht primär auf die Befreiung Palästinas vom Staate Israel, sondern auf das Ziel der Befreiung der islamischen Welt vom Säkularismus – der Trennung von Staat und Religion.
1953 veröffentlichte al-Nabhani das Buch „Die Lebensordnung des Islam“ (Nizam al-Islam), das bis heute als ideologische Grundlage der Organisation dient.
Al-Nabhānī versuchte, den Islam im Sinne eines neuen kohärenten Systems zu reinterpretieren, das seiner Partei ermöglichen sollte, die Avantgarde innerhalb einer intellektuellen Revolution zu werden, die die „fehlerhaften Vorstellungen“, die sich durch den Kolonialismus unter den Muslimen verbreitet hatten, zu beseitigen. Nach dem Vorbild der syrischen Baath-Partei und ihrem Traum einer im arabischen Sozialismus vereinten Nation übernahm die HT die Strukturen einer marxistisch-leninistischen Avantgarde-Bewegung und nutzte geheime Kommunikationskanäle zur Erreichung ihrer Ziele.
Versuche der HT, durch Verschmelzung mit der Muslimbruderschaft rechtliche Anerkennung zu erlangen, misslangen. Die HT blieb eine Untergrundbewegung und gründete als solche Zellen in Libanon, Kuwait und Irak. 1956 wurde die Partei in Jordanien verboten. Nabhani ging darauf nach Beirut ins Exil, wo er bis zu seinem Tod lebte. Seit den 1950er-Jahren hat die Hizb ut-Tahrir Strukturen in über 40 Ländern aufgebaut, die sich abhängig von den jeweiligen gesellschaftlich-politischen Begebenheiten vor Ort stark voneinander unterscheiden.
→ Internationale Aktivitäten und Strukturen der Hizb ut-Tahrir

## Ideologie und Ziele

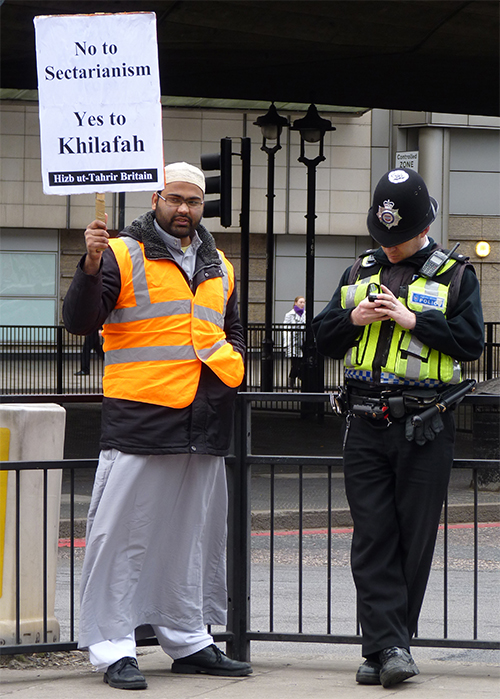
HT-Demonstrant im März 2011 in London

Vorrangiges Ziel der HT ist die Vereinigung der Umma in einem weltweiten modernen Kalifat unter der Führung eines Kalifen. Andere Ziele sind die Einführung der Scharia sowie die Befreiung der muslimischen Welt von westlichen Einflüssen. Aus Sicht der HT sind alle weltlich ausgerichteten Staatsformen abzulehnen.
Als panislamische Bewegung wendet sie sich an die Gesamtheit der Muslime (Umma) und lehnt das auf den Erhalt islamischer Nationalstaaten gerichtete Konzept der Muslimbruderschaft ab. Demokratie und säkulare Staatsformen werden ebenso abgelehnt. Der Verein strebt ein weltweites Kalifat auf der Grundlage der Scharia an.

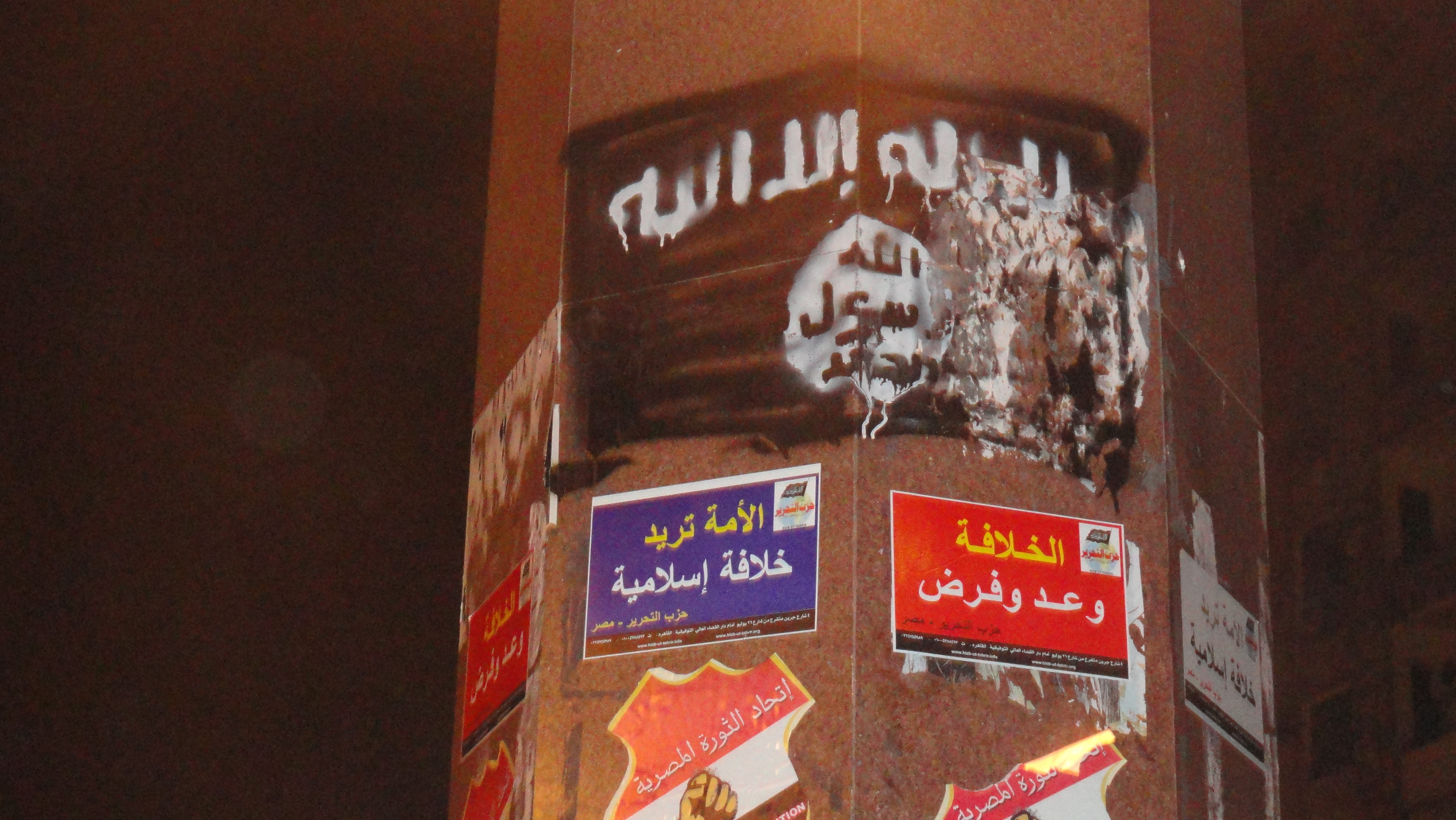
Werbebanner der HT in Kairo, das zur Rückkehr des Kalifats aufruft.

### Charakter einer Sekte
Tatsächlich geht das Streben der HT nach dem Kalifat über politische Überzeugung hinaus. Nach den Schriften al-Nabhanis lebt die muslimische Weltgemeinschaft seit der Abschaffung des Kalifats im Jahr 1924 in einem Zustand großer Sünde, da sie seither die Aufstellung eines neuen Kalifen vernachlässigt hat. Durch das aktive Arbeiten für das Kalifat könne der Muslim sich von dieser Sünde befreien. Während der Rest der Muslime weiterhin im Zustand der Sünde lebt, steigen die Anhänger der Hizb ut-Tahrir damit zur Buße tuenden Avantgarde auf. Nach Ansicht des Islamwissenschaftlers Patrick Möller ist es „diese Überzeugung, die nicht nur die Obsession erklärt, mit der die HT die Notwendigkeit des Kalifats propagiert, sondern ihr weniger den Charakter einer politischen Bewegung als vielmehr einer religiös-politischen Sekte gibt.“

### These der ursprünglichen Zugehörigkeit zur Muslimbruderschaft
Im deutschen Wissenschaftsraum gilt weitgehend die These, dass es sich bei der HT um eine Abspaltung der Muslimbruderschaft (arabisch al-ichwān al-muslimūn, abgekürzt MB) handelt, eine Ansicht, die auch von deutschen Sicherheitsbehörden vertreten wird, wenn auch ohne Einigkeit. So vertritt der Verfassungsschutz Hamburg die Ansicht, dass die HT aus der MB hervorgegangen ist, der baden-württembergische Verfassungsschutz beschreibt sie gar als zugehörig zum internationalen Netz der Muslimbruderschaft. Im englischsprachigen Wissenschaftsraum gilt diese These hingegen seit den 1990er-Jahren als überholt.
Die Muslimbruderschaft-These (auch Ichwān-These) stützt sich auf die Tatsache, dass ein großer Teil der ersten Anhänger der Hizb ut-Tahrir ehemalige Anhänger der Muslimbruderschaft waren und geht auch von einer Mitgliedschaft des HT-Gründers al-Nabhanis aus – gleichwohl gibt es keinen Konsens, wann er Mitglied gewesen sein soll. Kritiker der Ichwān-These sehen starke Indizien und Belege, die sowohl gegen eine ideologische Abspaltung von der MB, als auch eine frühere Zugehörigkeit al-Nabhanis zur MB sprechen. Einige sehen die ideologischen Wurzeln der HT in al-Nabhanis Familiengeschichte und seiner starken Beeinflussung durch seinen Großvater Yusuf al-Nabhani (1849–1932). Dieser war ein fanatischer Verehrer des osmanischen Kalifen und Sultans Abdülhamid II. und gehörte selbst zu dessen Patronage-Netzwerk von sufistischen Religionsgelehrten, die theologisch die autokratische Herrschaft des Sultans legitimieren sollten. Der Islamwissenschaftler Patrick Möller verweist auf starke Parallelen zwischen den staatspolitischen und ideologischen Vorstellungen von Yusuf al-Nabhani und den Ansichten von Taqiuddin al-Nabhani und der Hizb ut-Tahrir.

## Programmatische Positionen

### Verhältnis zu Gewalt
In der Frage des Verhältnisses der Anwendung von Gewalt zur Durchsetzung politischer Ziele, insbesondere zur Schaffung des Kalifatstaates, vertritt die HT ambivalente Positionen. Offiziell will sie versuchen den Kalifatstaat ohne Gewalt zu etablieren. Da sie es jedoch ablehnt, das System auf legale Weise – über eine Beteiligung am politischen System – abzuschaffen, strebt die Partei einen 'Umwälzungsprozess' an, bei dem, so al-Nabhani, das 'ungläubige politische System' letztlich durch einen Staatsstreich beseitigt und durch das Politik-Modell der HT ersetzt wird. Letztlich schließt die HT die Anwendung von Gewalt damit nicht aus, auch ist von ihr eine mangelnde Distanzierung etwa von terroristischen Anschlägen zu beobachten. Der Landesverfassungsschutz Berlin ordnet die HT daher jener Kategorie von islamistischen Bewegungen zu, die Gewalt zur Durchsetzung politischer Ziele befürworten, ohne sie selbst anzuwenden.
Tatsächlich aber lehnt die Hizb ut-Tahrir Gewalt nicht ab, sondern schiebt sie lediglich bis zum Umwälzungsprozess auf und macht sie nach der Schaffung des Kalifatstaates zum Programm. Nach den Schriften al-Nabhanis und der HT ist für den künftigen Kalifatstaat nach seiner Gründung Pflicht, andere muslimische und nichtmuslimische Länder entweder friedlich oder mit gewaltsamen Mitteln in das Kalifat zu integrieren. Dabei soll das gesamte Wirtschaftsleben der Kriegspolitik unterworfen werden, auch schließt die HT sogar den Einsatz atomarer und chemischer Massenvernichtungswaffen nicht aus.
Obgleich die HT gemeinhin bis zum Einsetzen des Umwälzungsprozesses keine Gewalt anwendet, sie letztlich aber legitimiert und sogar für die Zukunft ankündigt, trägt ihre Ideologie in jedem Fall zu einer gesellschaftlichen Desintegration und zumindest geistiger Brandstiftung und Radikalisierung bei. Es ist daher nicht verwunderlich, dass Anhänger der HT in der Vergangenheit trotz gegenteiliger Anweisung der Partei die Schwelle zur Anwendung von Gewalt übertreten haben. So entstand etwa in Großbritannien aus dem dortigen HT-Ableger um Omar Bakri Mohamed die dschihadistische Bewegung al-Muhajiroun. Auch in Deutschland haben, so die Sicherheitsbehörden, einige Anhänger der HT den Weg in dschihadistisch-terroristische Kreise gefunden.

### Feindbild Israel und Antisemitismus
Die ersten Anhänger der Hizb ut-Tahrir waren zum Großteil – darunter ihre bisherigen Führer Taqiuddin al-Nabhani, Abd al-Qadim Zallum und Ata Abu Raschta – Opfer der Nakba, der gewaltsamen Vertreibung von 700.000 Palästinensern im Zuge der Gründung des Staates Israel und des Palästinakrieges. Anders als andere palästinensische Gruppen lehnt die HT einen Friedensschluss und eine Anerkennung Israels in jeglicher Hinsicht ab und propagiert dessen politische Auslöschung. Wenngleich europäische Vertreter der HT gegenteiliges in der Vergangenheit behaupteten, kann von einer Unterscheidung zwischen Antizionismus und Antisemitismus bei der Hizb ut-Tahrir keine Rede sein. Eindeutig explizit gegen Juden gerichtete Äußerungen sind etwa in Großbritannien und Deutschland dokumentiert und waren mit entscheidend für das am 15. Januar 2003 verhängte Betätigungsverbot.

## Organisationsstruktur und Aktivitäten
Die HT ist hierarchisch und zentralistisch aufgebaut. Die Zentrale der HT befindet sich vermutlich im Libanon. Daneben benutzt HT Großbritannien als eine internationale Operationsbasis. Weitere Stützpunkte der Organisation (so genannte wilayat) befinden sich u. a. in Ägypten, Australien, Jordanien, Kirgisistan, Kuwait, Sudan, Syrien, Tadschikistan, Türkei, Usbekistan und in den USA. Auch der europäische Bereich stellt eine eigene „wilaya“ dar. In Zentralasien, vor allem in Usbekistan, hat die Organisation starken Zulauf, wo sie diplomatisch, jedoch nicht militärisch gegen die Regierung kämpft. Regionaler Anführer der Organisation ist seit 2001 Abdurahim Tukhtasinov (Andijon).
In ihrer Propaganda versucht die HT zu beweisen, dass Freiheit, Demokratie und Kapitalismus fehlerhaft sind und Muslime besser sind als Ungläubige. Ihre Propaganda verbreitet die HT auch über ihr Khilafah-Magazin, Bücher und Websites im Internet, die herunterladbare Versionen von Flugblättern, aktuelle Mitteilungen und Meinungsartikel zu aktuellen Entwicklungen liefern. Mitglieder sind meist an ihrer Kleidung erkennbar: Die jungen Männer und Frauen sind meistens elegant gekleidet, wobei die Frauen spezielle Hidschab- und Dschilbab-Stile haben und die Männer lässige Jackets und Stoppelbärte tragen.

### Rekrutierung von Anhängern
Bei ihrer Rekrutierung neuer Anhänger setzt HT auf persönliche Ansprache, Broschüren und Pamphlete über den ideologischen Kampf zwischen Islam und Kufr, die Selbstgenügsamkeit des Islams und die Verurteilung westlicher Regierungen. Wichtigster Ort für die Rekrutierung von Anhängern sind bis jetzt die Hochschulen. In Deutschland trat die HT bis zum Betätigungsverbot am 10. Januar 2003 vorwiegend in Universitätsstädten durch das Verteilen ihrer Publikationen und von Flugblättern in Erscheinung. Diese enthielten regelmäßig antijüdische, antiisraelische oder antiwestliche Positionen. Aus dem Verfassungsschutzbericht 2010 geht hervor, dass die HT gezielt versucht, Schüler an Hamburger Schulen für ihren Verein anzuwerben.
Gründe für junge Muslime, der HT beizutreten, sind unter anderem die Suche nach Schutz vor Rassismus und Islamophobie sowie die negativen Folgen von sozialer Entwurzelung. Im Vereinigten Königreich kommt häufig die Überzeugung hinzu, dass andere muslimische Gruppierungen wie The Young Muslims UK, Young Muslim Organisation und Tablighi Jamaat die islamische Position zu wenig klar vertreten. Viele junge Menschen werden auch durch das elegante Erscheinungsbild, die Eloquenz und das fundierte religiöse Wissen der HuT-Mitglieder angezogen.

## Internationale Aktivitäten und Strukturen der Hizb ut-Tahrir
Die HT ist heute in über 40 Staaten aktiv, wobei sich der Großteil ihrer Anhängerschaft nicht in ihrer historischen Kernregion – dem Nahen Osten – befindet, sondern in Südostasien, insbesondere in Indonesien, wo die Partei im Jahr 2017 verboten wurde. Während die HT aufgrund ihrer radikalen verbalen Ablehnung der staatspolitischen Systeme in nahezu allen Staaten außerhalb Europas verboten oder starker Repression ausgesetzt ist, kann sie aufgrund der hohen Meinungsfreiheit insbesondere in Europa frei agieren. Deutschland ist neben Russland und Großbritannien das einzige europäische Land, in dem die HT verboten ist.

### Deutschland
In Deutschland wurden die ersten Anhänger der HT Ende der 1950er aktiv, wobei die Partei bis in die 1990er-Jahre die Öffentlichkeit offenbar weitgehend gemieden hat. Ab den 1990ern trat die HT zunehmend offensiver und aggressiver auf und verstärkte ihre Aktivitäten an Hochschulen, wobei sie versuchte am Erfolg anderer muslimischer Organisationen zu partizipieren oder diese gar zu unterwandern. Im Oktober 2002 erregte eine Veranstaltung der HT an der Technischen Universität Berlin einen medial-politischen Eklat, als bekannt wurde, dass die HT dort öffentlich die Auslöschung Israels propagiert hatte.  Am 15. Januar 2003 verfügte das Bundesinnenministerium ein Betätigungsverbot gegen die HT; eine Klage gegen das Verbot scheiterte 2012 in letzter Instanz vor dem Europäischen Gerichtshof für Menschenrechte. Seither operiert die HT in Deutschland im Geheimen und durch – von den Sicherheitsbehörden als Tarnorganisationen eingestufte – Initiativen wie Generation Islam, Realität Islam, Nebevi Çözüm Cemiyeti und Muslim Interaktiv.
Gegenwärtig werden der HT 800 Personen seitens der Verfassungsschutzämter zugerechnet. Seit 2018 konnte sie in Deutschland – trotz des Betätigungsverbotes – die Zahl ihrer Anhänger damit mehr als verdoppeln.

### Europäische Länder
Das für die HT wichtigste europäische Land ist Großbritannien, in das in den frühen 1980er Jahren einige HT-Mitglieder einwanderten. Unter der Führung des Exil-Syrers Omar Bakri Muhammad führte die Gruppierung in der Folgezeit eine Reihe von aufsehenerregenden provokativen Aktionen gegen Juden, Hindus und Homosexuelle durch. Mit dieser Strategie konnte die Gruppierung viele junge Muslime an sich binden, die von dem Islam, der in den traditionell ausgerichteten Moscheen gepredigt wurde, enttäuscht waren. Die zentrale Führung von HT im Nahen Osten war mit der ständigen Medienpräsenz von Omar Bakri Muhammad allerdings nicht einverstanden, so dass sie ihn im Februar 1996 absetzte. Omar Bakri Muhammad gründete daraufhin seine eigene Gruppe Muhajiroun, während die HT bis 2002 in den Hintergrund trat. Nach 2002 nahm die HT ihre Aktivitäten wieder auf und begann auch wieder mit klandestinen Rekrutierungen.  2003 organisierte HT in London eine Konferenz unter dem Motto „Are You British or Are You Muslim?“, die von schätzungsweise 6000 bis 7000 Muslimen besucht wurde. In Großbritannien ist die HT seit Januar 2024 verboten, zuvor war sie in den 1990er Jahren durch die National Union of Students von den Universitätscampussen verbannt worden.
Von Großbritannien aus expandierte die HT in andere europäische Länder wie die Niederlande, Belgien, Spanien, Dänemark, Schweden und Norwegen.
In Russland ist die HT seit 2003 verboten und wird dort als Terrororganisation eingestuft und ist entsprechend starker Repression ausgesetzt. In der Ukraine konnte die HT legal Strukturen etablieren, insbesondere unter den Krimtataren auf der Krim. Nach der völkerrechtswidrigen Annexion der Krim 2014 wurden diese Strukturen von Russland zerschlagen; Menschenrechtler beklagen, dass Russland unter dem Vorwand der Mitgliedschaft in der HT andere Oppositionelle – insbesondere Krimtataren – verfolgt.

### Naher und Mittlerer Osten sowie Nordafrika
Am 18. April 1974 drangen Mitglieder der HT in die Militärakademie in Kairo ein, um die ägyptische Regierung zu stürzen und einen islamisch-fundamentalistischen Staat auszurufen.

### Zentralasien
Nach dem Zerfall der Sowjetunion begann die HT in den späten 1990er-Jahren in den unabhängig gewordenen Staaten Zentralasiens – insbesondere in Usbekistan, Kirgistan und Tadschikistan zu expandieren, ehe die autoritären Regime mit Verboten und Repression gegensteuerten. In Usbekistan wurden die ersten Zellen von HT in den 1990er Jahren in Namangan gegründet, nachdem andere lokale islamistische Organisationen (Adolat, Islam Lashkarlari und Tawba) untergegangen waren. In Tadschikistan, wo HT seit den späten 1990er Jahren aktiv ist, kritisierte sie nach den Terroranschlägen vom 11. September 2001 die US-amerikanische Militärpräsenz in Zentralasien. In Kirgistan fasste die HT 1999 Fuß, besonders in dem Oblus Dschalal-Abad um die Stadt Osh im Ferghanatal, wo sie die zunehmenden Spannungen innerhalb der kirgisischen Gesellschaft für ihre Zwecke nutzte. Die usbekischen, kirgisischen und tadschikischen Autoritäten griffen in dieser Zeit gegen HT und ihre Sympathisanten hart durch. Im Ferghanatal gehört die HT seit 1999 zu den Hauptakteuren des islamischen Radikalismus.